# Rivellia quadrivittata
Rivellia quadrivittata är en tvåvingeart som först beskrevs av Macquart 1843.  Rivellia quadrivittata ingår i släktet Rivellia och familjen bredmunsflugor. Inga underarter finns listade i Catalogue of Life.